# 洛斯阿納斯塔西奧斯
洛斯阿納斯塔西奧斯（西班牙語：Los Anastacios），是巴拿馬的城鎮，位於該國西部，由奇里基省的多萊加區負責管轄，面積10.8平方公里，2010年人口3,236，人口密度每平方公里299.6人。